# Giulia Bongiorno
Giulia Bongiorno (Palermo, 22 maart 1966) is een Italiaans politicus en advocaat.
Bongiorno studeerde aan de universiteit van Palermo
Op 4 maart 2018 werd Bongiorno als senator verkozen in de Italiaanse senaat, waar ze sinds 16 maart 2018 lid van is.
In de periode van 1 juni 2018 tot 5 september 2019 was ze minister voor publieke zaken.
- International Standard Name Identifier: 0000 0000 4900 0213
- Library of Congress Control Number: no2005114603
- Istituto Centrale per il Catalogo Unico: RAVV411523
- Système universitaire de documentation: 116639342
- Virtual International Authority File: 39119161
- WorldCat: E39PBJqfDGw8cccf9byK3gjpyd